# Запашный, Аскольд Вальтерович
Аско́льд Ва́льтерович Запа́шный (род. 27 сентября 1977, Харьков) — российский артист цирка, представитель цирковой династии Запашных в четвёртом поколении. Народный артист Российской Федерации (2012). Художественный руководитель Большого Московского цирка (c 2012). Выступающий артист в жанре дрессировки хищных животных, жонглёр, вольтижёр, канатоходец, жонглёр на сегвеях, акробат на роликах.

## Биография
Родился 27 сентября 1977 года в Харькове в семье Вальтера и Татьяны Запашных.
В 1991 году, когда Аскольд окончил среднюю школу, семья получила выгодное предложение выступать в КНР. Заключённый контракт позволил сохранить животных. Специально для Запашных китайская сторона построила большой летний цирк в сафари-парке близ города Шэньчжэнь. Чтобы подчеркнуть иностранное для китайцев происхождение, Эдгард и Аскольд стали перекрашиваться в блондинов.
Вместе с братом Эдгардом Запашным побывал с гастролями в Китае, Монако, Италии, Финляндии, Латвии, Эстонии, Японии, Венгрии, Болгарии, Монголии, Казахстане и Белоруссии.
В 1998 году на праздновании своего юбилея народный артист России Вальтер Запашный передал сыновьям аттракцион «Среди хищников».
С сентября 2018 года — профессор кафедры «Режиссура цирка» в ГИТИСе.

## Образование
Окончил с отличием Российскую академию театрального искусства (ГИТИС). Владеет английским и китайским языками.

## Личная жизнь
Супруга — Элен Запашная (Райхлин). Живёт в России. Дочери Ева и Эльза весной 2010 года впервые вышли на манеж Большого Московского цирка, принимали участие в новогоднем шоу в Лужниках.

## Творчество
Вместе с братом основал «Цирк братьев Запашных», стал автором сценария и режиссёром-постановщиком ряда цирковых шоу, среди которых: «Колизей» (2007), «Камелот» (2008), «Садко» (2009), «Камелот 2. Наместник богов» (2010), «Легенда» (2011), «К. У. К. Л. А.» (2012), «Страшная сила» (2013), «Sиsтема» (2014), «Хозяйка мёртвого озера» (2015), «Sиsтема2. Человечеsкий фактор» (2016), «Ангел ^Ы^» (2017), «МАГиЯ. Неотразимое отражение» (2018), «Раз, Два, ..., Четыре, Пять» (2019)
Автор и соавтор книг:
- 2008 — вместе с братом и Анастасией Такки автор книги «Интрига»[3].
- 2008 — вместе с братом автор книги «Как мы дрессируем собак».
- 2009 — вместе с братом и Анастасией Такки автор книги «Камелот. Осколки легенд».[4]
- 2010 — вместе с братом и Анастасией Такки автор книги «Камелот 2. Наместник богов».
- 2011 — автор детской книги «Мои друзья тигры».[5]
- 2024 — вместе с братом написал первую автобиографию «Понять хищника».[6]

## Участие в телевизионных проектах
- c 8 сентября 2013 года в паре с фигуристкой Марией Петровой — участник телешоу Первого канала «Ледниковый период—4»[7],
- в одном из выпусков программы «Империя иллюзий: Братья Сафроновы» Аскольд предстал в качестве иллюзиониста (эфир 28 февраля 2015 года),
- участвовал во втором выпуске программы «Улица Весёлая» в номере «Сытый удав» (эфир 13 июня 2015 года),
- участвовал в телеигре «Сто к одному» (эфир от 24 декабря 2005 года),
- «ХБ» — камео,
- автор идеи российского сериала «Маргарита Назарова» (2016). Аскольд также снялся в эпизодической роли телеоператора.
- участник и победитель проекта Первого канала «Главная роль» (2019).
- 2016 — «От винта!» (Youtube-канал «Навигатор Игрового Мира»)[8] — приглашённый гость

## Общественно-политическая деятельность
В 2011 году подписал вместе со своим братом Эдгардом Обращение представителей общественности против информационного подрыва доверия к судебной системе Российской Федерации, в котором осуждались давление на судебную систему на фоне второго процесса по делу руководителей НК «ЮКОС».
6 февраля 2012 года был официально зарегистрирован как доверенное лицо Владимира Путина на третий срок.
В марте 2014 года Запашный поддержал аннексию Крыма, подписал письмо президенту России Владимиру Путину в поддержку аннексии.
В сентябре 2016 года, как и брат, стал доверенным лицом партии «Единая Россия» на выборах в Государственную думу VII созыва и доверенным лицом мэра Москвы С. С. Собянина.
Член Общественного совета при Министерстве культуры Российской Федерации с 2016 года по настоящее время.
С ноября 2017 года внесён в украинскую базу «Миротворец».
В 2021 году на выборах в Государственную думу (2021) на съезде партии «Справедливая Россия — За правду» выдвинут кандидатом в депутаты по Ижевскому одномандатному избирательному округу № 34.
В 2022 году поддержал российское вторжение на Украину и мобилизацию в России.
В 2024 году стал доверенным лицом кандидата в президенты России Владимира Путина.

## Награды и достижения
- 1997 — Победитель фестиваля циркового искусства «Золотая тройка» в Ярославле.
- 1999 — Заслуженный артист Российской Федерации (30 июля 1999 года) — за заслуги в области искусства[20].
- 1999 — Звание «Артист года» от Союза цирковых деятелей.
- 2001 — Лауреат премии Правительства Москвы.
- 2002 — Лауреат национальной премии «Циркъ».
- 2005 — Лауреат Международного конкурса артистов цирка в г. Саратове, главный приз «Золотая тройка». Специальный приз за высокие достижения в цирковом искусстве награждён Международными призами от Китайской ассоциации циркового искусства — награда «Золотой лев».
- 2006 — вместе с братом был занесён в Книгу рекордов Гиннеса за самый длинный прыжок льва с человеком на спине.
- 2007 — Лауреат Международного фестиваля-конкурса циркового искусства в г. Ижевске. — Главная награда «Золотой медведь».
- 2008 — Народный артист Удмуртии (13 октября 2008 года, Удмуртия)[21].
- 2011 — Победитель Международного фестиваля-конкурса циркового искусства в Москве. Специальный приз от Монгольского государственного цирка и от Большого цирка «Мундиаль» (Испания). Также имеет Общественные награды от губернатора Кемеровской области, губернатора Брянской области и губернатора Новосибирской области.
- 2011 — второй раз занесён вместе с братом в Книгу рекордов Гиннесса за рекорд-трюк «Самая высокая колонна из 3-х человек на бегущей паре лошадей».
- 2012 — Лауреат Международного фестиваля-конкурса циркового искусства в г. Ижевске и второй раз награда «Золотой медведь» за исполнение конного номера «Эллада».
- 2012 — Народный артист Российской Федерации (21 марта 2012 года) — за большие заслуги в области кинематографического, музыкального, театрального, хореографического и циркового искусства[22].
- 2012 — Орден «Ключ дружбы» (31 августа 2012 года, Кемеровская область) — за высокий профессионализм, преданность и верность своему делу[23].
- 2014 — награждён памятной медалью и благодарственным письмом от Дмитрия Медведева «За большой вклад в подготовку и проведение XXII Олимпийских зимних игр и XI Паралимпийских зимних игр 2014 года в г. Сочи».
- 2015 — награждён благодарственным письмом от В. Колокольцева — Министра внутренних дел РФ «За активную работу по подготовке и проведению комплекса мероприятий в 2014 году, направленных на социальную поддержку членов семей сотрудников органов внутренних дел, погибших при выполнении служебных обязанностей и инвалидов вследствие военной травмы» (20 января 2012 года).
- 2016 — награждён почётной грамотой от В. Колокольцева — Министра внутренних дел «За активную работу по подготовке и проведению комплекса мероприятий в 2015 году, направленных на социальную поддержку членов семей сотрудников органов внутренних дел, погибших при выполнении служебных обязанностей и инвалидов вследствие военной травмы».
- 2017 — Принцесса Монако, Стефания, вручила приз «За заслуги в развитии Российского цирка».
- 2017 — Премия «Серебряный клоун» на 41-м Международном цирковом фестивале в Монте-Карло, Монако. Братья выразили несогласие с результатами голосования жюри.
- 2018 — за содействие и оказание практической помощи в подготовке и проведении комплекса мероприятий, направленных на социальную поддержку членов семей сотрудников органов внутренних дел, погибших при выполнении служебных обязанностей и инвалидов вследствие военной травмы, был награждён нагрудным знаком МВД России «За содействие МВД» (5 октября 2018 года). Награду вручил первый заместитель начальника Департамента государственной службы и кадров МВД России, генерал-лейтенант полиции Андрей Петрович Ларионов.
- 2018 — благодарность от Президента Российской Федерации В. Путина за активное участие в общественно-политической жизни российского общества.
- 2019 — Орден Дружбы (29 апреля 2019 года) — за большой вклад в развитие отечественной культуры и искусства, многолетнюю плодотворную деятельность[24].
- 2022 — Премия Правительства Российской Федерации в области культуры (27 декабря 2022 года) — за создание циркового спектакля «И100РИЯ»[25].
- 2023 — Ветеран труда (звание).
- 2023 — премия «TIMES BEAUTY AWARDS» "Человек Года" — за неотъемлемый вклад в развитие циркового искусства.
- 2023 — медаль 2-й гвардейской Краснозаменной Общевойсковой Армии ЦВО «За вклад в нашу победу»
- 2024 — Орден Дружбы (Луганская Народная Республика)[26].
- 2024 — медаль Луганского округа донских казаков Всевеликого Войска Донского.
- 2024 — нагрудной знак «За милосердие» от Министерства Здравоохранения Луганской Народной Республики.
- 2024 — благодарность за высокий профессиональный уровень проекта «Поддержка жителей Донецкой Народной Республики и Луганской Народной Республики, участников специальной военной операции и членов их семей» в номинации «Культурно-шефская работа».
- 2024 — победитель в номинации «Режиссер года» на Международной профессиональной цирковой премии «ПРИЗНАНИЕ».
- 2024 — Почётная грамота Правительства Москвы (16 июля 2024 года) — за большой вклад в развитие отечественного циркового искусства и многолетнюю плодотворную работу[27].
- 2025 — Знак отличия «За заслуги перед Донецкой Народной Республикой» 3 степени.